# Tatra T6C5
Tatra T6C5 je vrsta češkega tramvaja, proizvedenega v ČKD Tatra, iz katerega je bil izdelan le en prototip.

## Konstrukcija
Konstrukcijska rešitev prihaja iz vrste Tatra T6A5, ki je enosmerna, tramvaj T6C5 pa dvosmeren, kar pomeni, da ima vrata na obeh straneh in vozniške kabine na obeh koncih vozila. Gre za štiriosni motorni tramvaj z dvema dvojnima vratoma na obeh straneh. Tramvaj je opremljen z motorji z močjo 187,6 kW. Tramvaj ima električno tranzistorsko opremo TV4. Stoli so plastični s tekstilom. Vozniška kabina je popolnoma zaprta od potniškega prostora.

## Prototip
Tramvaj (brez registrske številke) je bil izdelan leta 1998. Po kratkih testnih vožnjah v Pragi so prototip prepeljali v New Orleans (nenavadna širina tirov – 1587,5 mm), kjer je bil preizkušen od leta 1999. Kupec je bil zadovoljen s tramvajem, a je po spoznavanju gospodarskih težav ČKD izgubil zanimanje. Prototip je bil proizvajalcu vrnjen leta 2001.
Za tramvaje se je zanimal prevoznik iz Strausberga v Nemčiji. Tramvaji Tatra KT8D5, ki so takrat normalno vozili v Strausbergu, so bili preveliki za nočni promet, zato je podjetje kupilo tramvaj T6C5. Tramvaj je dobil garažo številka 30 in se je aprila 2003 pojavil v osebnem prometu.